# 14517 Monitoma
14517 Monitoma è un asteroide della fascia principale. Scoperto nel 1996, presenta un'orbita caratterizzata da un semiasse maggiore pari a 2,7753910 UA e da un'eccentricità di 0,1241688, inclinata di 14,38345° rispetto all'eclittica.